# Műkedvelők Színpada
Műkedvelők Színpada – a kolozsvári Józsa Béla Athenaeum kiadásában megjelent sorozat. Első kiadványa 1945-ben a Móricz Zsigmond három jelenetéből Benedek Marcell által színpadra átdolgozott Ludas Matyi; 1946-ban Kiss Jenő A Fehérember c. színműve; 1947-ben Móricz Zsigmond Hét krajcára, melyet Asztalos István írt színpadra és Bocskói Viktor Új gazdák c. egyfelvonásos "falusi történet"-e; végül 1948-ban, ugyancsak Asztalos István színpadra alkalmazásában Móricz Zsigmondtól A stipendium.